# Tentacool et Tentacruel
Tentacool (メノクラゲ, Menokurage, dans les versions originales en japonais) et son évolution, Tentacruel (ドククラゲ, Dokukurage), sont deux espèces de Pokémon de première génération.
Issus de la célèbre franchise de médias créée par Satoshi Tajiri, ils apparaissent dans une collection de jeux vidéo et de cartes, dans une série d'animation, plusieurs films, et d'autres produits dérivés, ils sont imaginés par l'équipe de Game Freak et dessinés par Ken Sugimori. Leur première apparition a lieu au Japon en 1996, dans les jeux vidéo Pokémon Vert et Pokémon Rouge. Ces deux Pokémon sont tous du double type eau et poison et occupent respectivement les 72e et 73e emplacements du Pokédex, l'encyclopédie fictive recensant les différentes espèces de Pokémon.

## Création
La franchise Pokémon, développée par Game Freak pour Nintendo et introduite au Japon en 1996, tourne autour du concept de capture et d'entraînement de 150 espèces de créatures appelées Pokémon, afin de les utiliser pour combattre des Pokémon sauvages et ceux d'autres dresseurs Pokémon, qu'il s'agisse de personnages non-joueurs ou d'autres joueurs humains. La puissance des Pokémon au combat est déterminée par leurs statistiques d'attaque, de défense et de vitesse et ils peuvent apprendre de nouvelles capacités en accumulant des points d'expérience ou si leur dresseur leur donne certains objets.

### Conception graphique
La conception de Tentacool et de Tentacruel  est le fait, comme pour la plupart des Pokémon, de l'équipe chargée du développement des personnages au sein du studio Game Freak. Leur apparence est finalisée par Ken Sugimori pour la première génération des jeux Pokémon, Pokémon Rouge et Pokémon Vert, sortis à l'extérieur du Japon sous les titres de Pokémon Rouge et Pokémon Bleu,. 

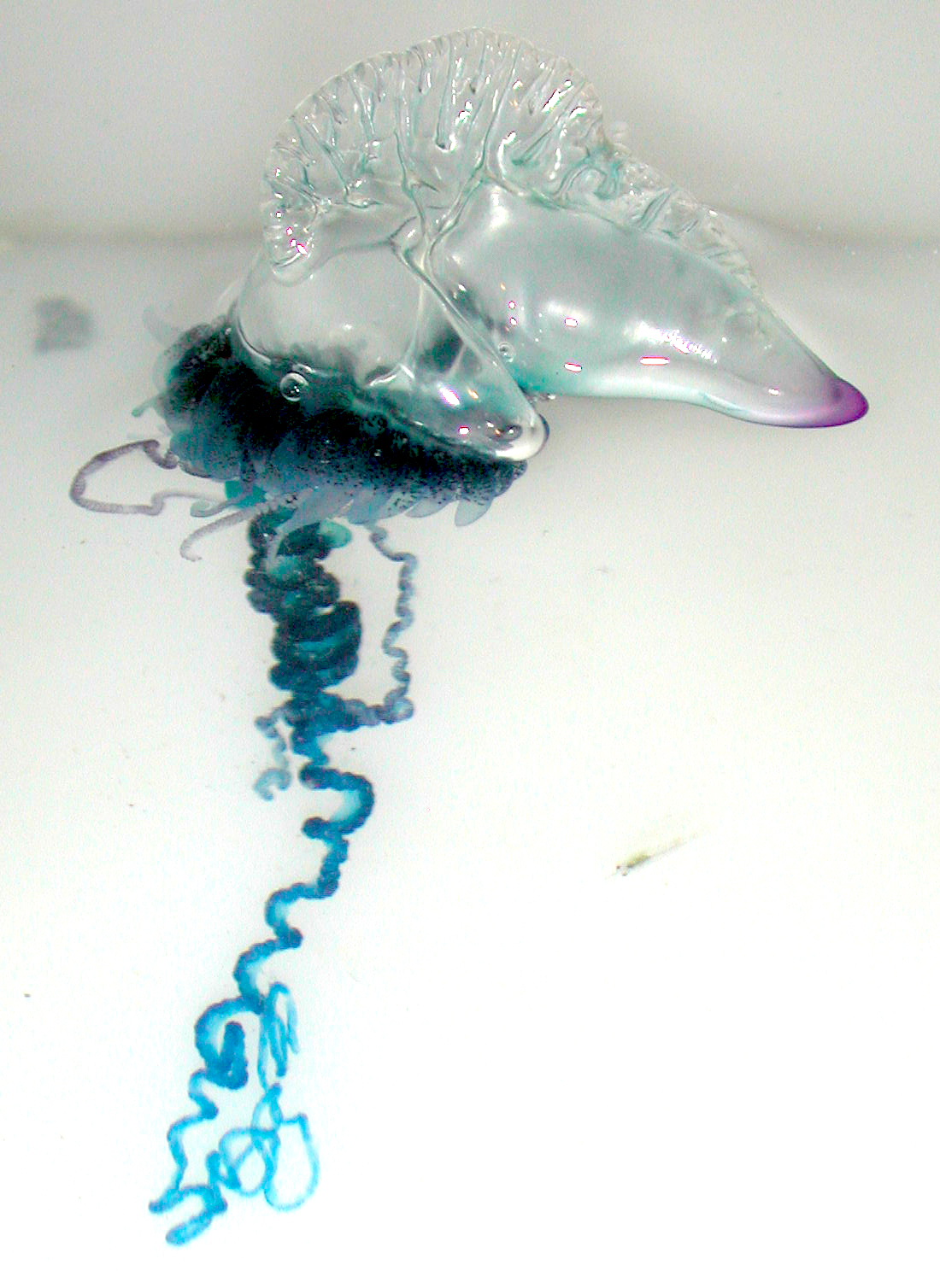
La galère portugaise a pu inspirer les dessinateurs pour Tentacruel.

Nintendo et Game Freak n'ont pas évoqué les sources d'inspiration de ces Pokémon. Néanmoins, certains fans avancent que le graphisme de Tentacool serait basé sur une méduse et le cténophore. Tentacruel serait basé du Physalie, également appelé la galère portugaise et qui, malgré les apparences, n'appartient pas à la famille des méduses.

### Étymologie
Tentacool et Tentacruel sont initialement nommés Menokurage (メノクラゲ) et Dokukurage (ドククラゲ) en japonais. Ces noms sont ensuite adaptés dans trois langues lors de la parution des jeux en Occident : anglais, français et allemand ; le nom anglais est utilisé dans les autres traductions du jeu.
Nintendo choisit de donner aux Pokémon des noms « astucieux et descriptifs », liés à l'apparence ou aux pouvoirs des créatures, lors de la traduction des jeux ; il s'agit d'un moyen de rendre les personnages plus compréhensibles pour les enfants, notamment américains. Menokurage devient « Tentacool » en anglais et en français et « Tentacha » en allemand et Dokukurage est renommé « Tentacruel » en anglais et en français et « Tentoxa » en allemand. Selon IGN et Pokébip, les noms anglais et français sont des mots-valises composés du mot « tentacule » dans leur langue respective (« tentacle ») et des mots « cool » et « cruel, ».
Dans la version bêta, Tentacool s'appelait « Jilly ».

## Description
Ces deux Pokémon sont l'évolution l'un de l'autre : Tentacool évolue en Tentacruel. Dans les jeux vidéo, cette évolution survient en atteignant le niveau 30,.
Comme pratiquement tous les Pokémon, ils ne peuvent pas parler : lors de leurs apparitions dans les jeux vidéo tout comme dans la série d'animation, ils ne peuvent pas parler et ne sont seulement capables de communiquer verbalement en répétant les syllabes de leur nom d'espèce en utilisant différents accents, différentes tonalités, et en rajoutant du langage corporel.

## Apparitions

### Jeux vidéo
Tentacool et Tentacruel apparaissent dans la série de jeux vidéo Pokémon. D'abord en japonais, puis traduits en plusieurs autres langues, ces jeux ont été vendus à plus de 200 millions d'exemplaires à travers le monde. Ils font leur première apparition le 27 février 1996, dans les jeux japonais Pocket Monsters Aka (ポケットモンスター 赤, Poketto Monsutā Aka, Pocket Monsters Rouge) et Pocket Monsters Midori (ポケットモンスター 緑, Poketto Monsutā Midori, Pocket Monsters Vert) (remplacé dans les autres pays par la version Bleue). Depuis la première édition de ces jeux, Tentacool et Tentacruel jaune, or, argent, cristal, rubis, saphir, émeraude, rouge feu, vert feuille, diamant, perle.
Il est possible d'avoir un œuf de Tentacool en faisant se reproduire deux Pokémon dont au moins un Tentacool ou un Tentacruel femelle. Cet œuf éclot après 5 120 pas et un Tentacool de niveau 5 en sort. Tentacool et Tentacruel appartiennent au groupe d'œuf eau 3 et ont les capacités « Corps sain », « Suintement » et « Cuvette ».

### Série télévisée et films
La série télévisée Pokémon ainsi que les films sont des aventures séparées de la plupart des autres versions de Pokémon et mettent en scène Sacha en tant que personnage principal. Sacha et ses compagnons voyagent à travers le monde Pokémon en combattant d'autres dresseurs Pokémon. Tentacool et Tentacruel apparaissent pour la première fois dans l'épisode Tentacool et Tentacruel, où les deux espèces de Pokémon détruisent la ville de Porta Vista, jusqu'à ce qu'Ondine les raisonne.